# 伊沃瓦

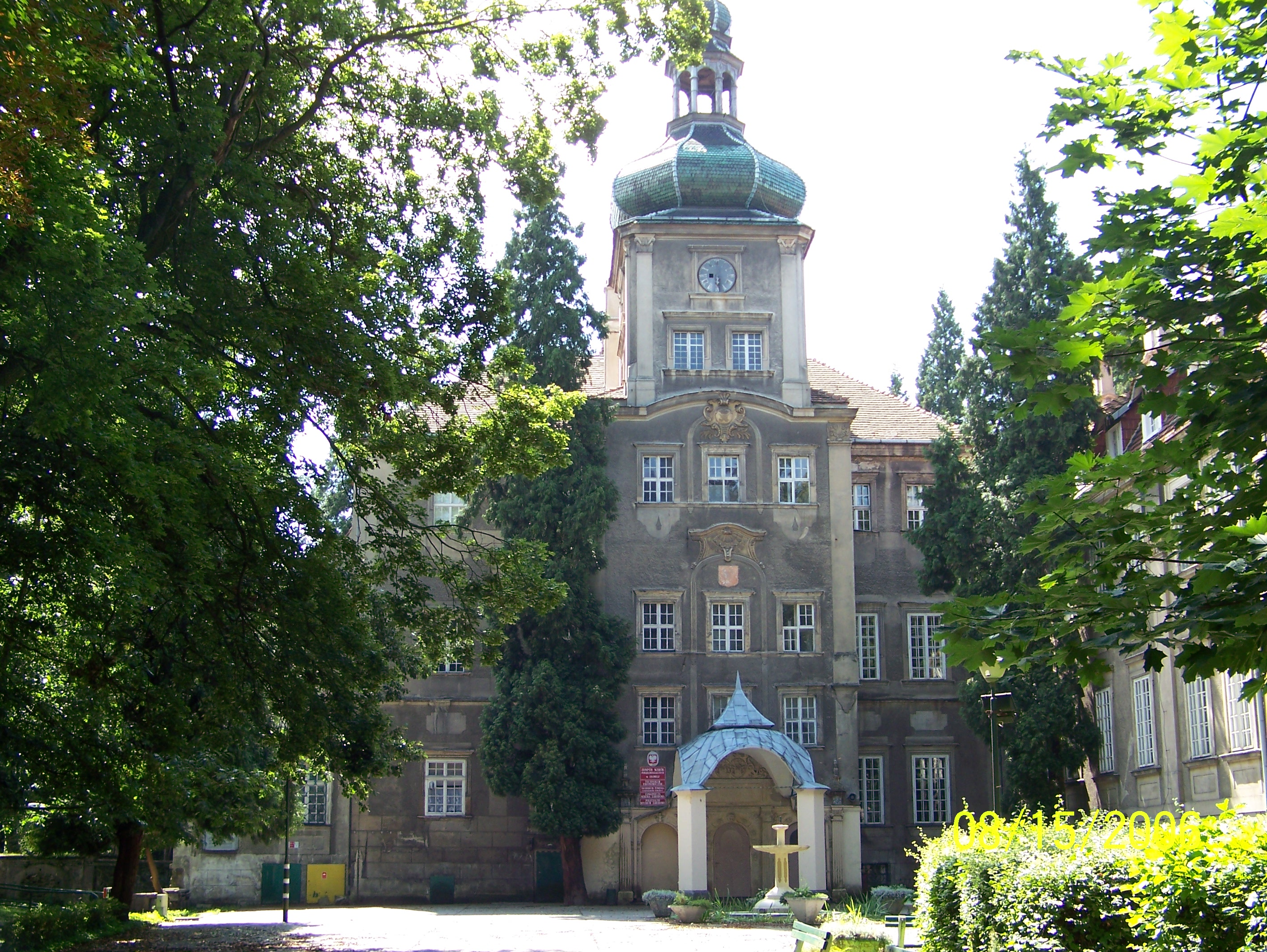

伊沃瓦是波蘭的城鎮，位於該國西部，距離首府綠山城55公里，由盧布斯卡省負責管轄，始建於十世紀，面積9.11平方公里，海拔高度125米，2006年人口3,975。

## 外部連結
- Official town webpage （页面存档备份，存于）

51°30′07″N 15°12′21″E / 51.50194°N 15.20583°E